# 圣公会客西马尼堂 (明尼阿波利斯)
圣公会客西马尼堂（英語：Gethsemane Episcopal Church）是明尼阿波利斯市中心一个历史悠久的教堂，哥特复兴建筑，已被列入美国国家史迹名录。它是明尼阿波利斯现存最古老的教堂之一。
建筑师爱德华·斯特宾斯参照了英格兰乡村的哥特式风格小教堂。教堂周围的地区，初建时主要是住宅区，但现在周围发展为商业区。